# 熱海 (砲艦)
| 熱海               |                                                   |
| 艦歴               |                                                   |
| 計画               | 1927年度                                          |
| 起工               | 1928年11月6日                                     |
| 進水               | 1929年3月30日                                     |
| 就役               | 1929年6月30日                                     |
| 除籍               | 1945年9月30日                                     |
| 性能諸元（竣工時） |                                                   |
| 排水量             | 基準：205t 公試：249t                             |
| 全長               | 46.3m                                             |
| 全幅               | 6.79m                                             |
| 吃水               | 1.13m （公試平均）                                |
| 主缶               | ロ号艦本式混焼缶2基                               |
| 主機               | 直立2気筒2段膨張直動式レシプロ2基2軸 1,300hp      |
| 速力               | 16.0ノット                                        |
| 航続距離           | 1,000海里 / 10.0ノット （石炭31t 重油26t）        |
| 乗員               | 54名                                              |
| 兵装 （竣工時）    | 短8cm単装高角砲1門 留式7.7mm機銃5挺               |
| 兵装 （1941）      | 8cm単装高角砲1門 留式7.7mm機銃5挺 13mm連装機銃1基 |

熱海（あたみ）は、日本海軍の砲艦。熱海型砲艦の1番艦である。艦名は静岡県の保養地「熱海」にちなんで名づけられた。

## 艦歴
三井物産造船部玉工場において建造され、1929年6月30日に竣工、二等砲艦に類別された。
1931年6月1日、砲艦に類別変更。翌年の第一次上海事変において、上海や長江方面の警備に従事した。日中戦争において、上海陸上作戦の支援、長江遡行作戦に加わった。太平洋戦争においては、長江流域の警備に従事した。1944年10月1日に軍艦から除かれ艦艇の砲艦に類別が変更された。
終戦時には航行不能の状態で上海にあり、その後、中華民国に接収され国府海軍の「永平 Yung-Ping」となる。1949年11月29日に郝穴と共に中国人民解放軍海軍に降り「烏江 Wu Jian」と改名され、1960年代に除籍される。

## 艦長
※『日本海軍史』第9巻・第10巻の「将官履歴」に基づく。階級は就任時のもの。
艤装員長
- 今村幸彦 少佐：1929年4月1日[1] -

艦長
- 今村幸彦 少佐：不詳 - 1930年12月1日[2]
- 小島秀雄 少佐：1930年12月1日 - 1932年3月10日
- 福田勇 少佐：1932年3月10日[3] - 1932年12月1日[4]
- 木村昌福 中佐：1932年12月1日 - 1934年3月10日
- 門前鼎 中佐：1934年3月10日 - 1935年10月21日
- 加瀬三郎 少佐：1935年10月21日 - 1937年6月1日
- 森圭作 少佐：1937年6月1日[5] - 1937年12月24日[6]
- 千葉次雄 中佐：1937年12月24日[6] - 1938年12月15日[7]
- 隈部博 少佐：1938年12月15日[7] - 1939年10月15日[8]
- 山香哲雄 少佐：1939年10月15日[8] - 1940年10月15日[9]
- 福寿十蔵 大尉：1940年10月15日[9] - 1941年8月20日[10]
- 荒木政臣 少佐：1941年8月20日[10] -

## 同型艦
- 二見

## 参考資料
- 呉市海事歴史科学館編『日本海軍艦艇写真集 航空母艦・水上機母艦』ダイヤモンド社、2005年。
- 片桐大自『聯合艦隊軍艦銘銘伝』普及版、光人社、2003年。
- 海軍歴史保存会『日本海軍史』第7巻、第9巻、第10巻、第一法規出版、1995年。